# Euxoga pistacina
Euxoga pistacina är en fjärilsart som beskrevs av Paul Dognin 1914. Euxoga pistacina ingår i släktet Euxoga och familjen tandspinnare. Inga underarter finns listade i Catalogue of Life.